# Ichneumon decrepitus
Ichneumon decrepitus là một loài tò vò trong họ Ichneumonidae.